# Magdalena Bokun
Magdalena Bokun (* 29. Mai 1996 in Lelis als Magdalena Żebrowska) ist eine polnische Leichtathletin, die sich auf den Weitsprung spezialisiert hat.

## Sportliche Laufbahn
Erste internationale Erfahrungen sammelte Magdalena Bokun im Jahr 2017, als sie bei den U23-Europameisterschaften in Bydgoszcz mit einer Weite von 6,19 m in der Qualifikationsrunde ausschied. 2019 gelangte sie bei den Europaspielen in Minsk mit 6,15 m auf den 13. Platz und 2023 wurde sie bei der 1. Liga der Team-Europameisterschaft im Rahmen der Europaspiele in Chorzów mit 6,03 m 14. Anschließend gewann sie bei den World University Games in Chengdu mit 6,41 m die Silbermedaille hinter ihrer Landsfrau Nikola Horowska. Im Jahr darauf gelangte sie bei den Europameisterschaften in Rom mit 6,38 m auf den zwölften Platz.
2021 wurde Bokun polnische Hallenmeisterin im Weitsprung.